# Calymmaderus nitidus
Calymmaderus nitidus is een keversoort uit de familie klopkevers (Anobiidae). De wetenschappelijke naam van de soort is voor het eerst geldig gepubliceerd in 1865 door LeConte.